# Ga Deokso
Ga Deokso là ga nằm trên Tuyến Jungang. Nó là ga cuối phía Đông của Tuyến Jungang của hệ thống đường sắt trước khi mở cửa Ga Paldang, và một số tàu vẫn đến ga này, trước khi trở về Yongsan.
Ga Deokso nằm ở Deokso, một thị trấn phía Đông Seoul và phía bờ Bắc sông Hán.

## Bố trí ga
| ↑ Yangjeong (Tuyến Gyeongui–Jungang) /↑ Sangbong (Tuyến Jungang) |
| ４３ \| ２１ \|                                                  |
| ４３ \| ２１ \|                                                  |
| Dosim (Tuyến Gyeongui–Jungang) ↓/Yangpyeong (Tuyến Jungang) ↓    |

| 1・2 | Tuyến Jungang | ● Tuyến Gyeongui–Jungang | → Hướng đi Jipyeong →    |
| 1    | Tuyến Jungang | Mugunghwa-ho             | Không sử dụng            |
| 2    | Tuyến Jungang | Mugunghwa-ho Nuriro      | → Hướng đi Donghae →     |
| 3・4 | Tuyến Jungang | ● Tuyến Gyeongui–Jungang | ← Hướng đi Munsan        |
| 3    | Tuyến Jungang | Mugunghwa-ho Nuriro      | ← Hướng đi Cheongnyangni |
| 4    | Tuyến Jungang | Mugunghwa-ho             | Không sử dụng            |